# Sedum quevae
Sedum quevae är en fetbladsväxtart som beskrevs av R.-hamet. Sedum quevae ingår i Fetknoppssläktet som ingår i familjen fetbladsväxter. Inga underarter finns listade i Catalogue of Life.